# 2021 en Afrique
Cette page concerne l'année 2021 du calendrier grégorien en Afrique, sauf dans les pays ayant leur propre article.

## Événements

### Janvier
- 1er janvier : La zone de libre-échange continentale africaine entre en vigueur.
- 2 janvier : au Niger, les massacres de Tchoma Bangou et Zaroumadareye font environ 100 morts.
- 14 janvier : élection présidentielle et élections législatives en Ouganda, Yoweri Museveni est réélu, le principal opposant Bobi Wine est assigné à résidence immédiatement après l'annonce des résultats.
- 16-18 janvier : des affrontements entre des tribus rivales - notamment entre les Rizeigat et les Fallata dans le village de Saadoun et entre les Al-Massalit et des nomades arabes dans la ville d'Al-Geneina - dans le Darfour-Occidental au Soudan font environ 140 morts[1] ; il semble que les motifs des attaques et des affrontements soient liés à une question de vengeance à la suite du meurtre d'un Rizeigat et se déroule sur fond plus général de tensions d'accès à l'eau et aux terres cultivables, mais ne soient pas liés aux groupes rebelles qui agissaient durant la Guerre du Darfour[1].
- 22-23 janvier : le contingent ougandais de l'Amisom affirme avoir tué 189 combattants shebabs dans au moins trois villages du Shabeellaha Hoose en Somalie[2].
- 26 janvier : les Forces armées maliennes annoncent qu'elles ont, avec les forces françaises engagées dans l'opération Barkhane, mené l'opération Eclipse du 2 au 20 janvier, dans la zone dans le secteur Douentza-Hombori-Boulikessi, qui aboutit à l'élimination d'une centaine et à la capture d'une vingtaine de djihadistes du GSIM[3] ; parallèlement, des militaires français et des groupes armées alliés burkinabés avaient mené une autre opération dans la zone des « trois frontières » (Burkina Faso, Mali, Niger) qui a également tué une vingtaine de djihadistes[3].
- 27 janvier : une collision accidentelle entre un camion-citerne et un bus à la Falaise de Dschang dans la Région de l'Ouest du Cameroun provoque 53 morts et 29 blessés, il s'agit de l'un des pires accidents de la route de l'Histoire du Cameroun (moins d'un mois après qu'un autre accident de bus ait fait 37 morts)[4].
- 30 janvier : élections sénatoriales au Gabon.

### Février
- 17 février : enlèvement de Kagara au Nigeria.
- 21 février : élection présidentielle au Niger (2e tour),  début de la première transition démocratique de l'Histoire du pays[5] ; Mohamed Bazoum est élu.
- 26 février : enlèvement de Zamfara au Nigeria.

### Mars
- 3 mars : début de manifestations au Sénégal.
- 5 mars : un attentat à Mogadiscio (Somalie) fait au moins 10 morts[6].
- 6 mars : élections législatives en Côte d'Ivoire.
- 7 mars : les explosions de Bata (Guinée équatoriale) font au moins 105 morts.
- 14 mars : élections législatives en République centrafricaine (2e tour).
- 15 mars :
  - combat de Tessit, entre l'armée malienne et l'État islamique ;
  - le massacre de Darey-Daye, au Niger, fait 66 morts.
- 17 mars : en Tanzanie, le président John Magufuli meurt dans l'exercice de ses fonctions. la vice-présidente Samia Suluhu lui succède.
- 21 mars :
  - élection présidentielle de 2021 en république du Congo ;
  - au Niger, le massacre de Tillia,fait 137 morts.
- 23 au 29 mars : le canal de Suez est obstrué par un porte-conteneurs échoué.
- 24 au 27 mars : bataille de Palma au Mozambique.
- 26 mars : en Égypte, l'accident ferroviaire de Sohag fait au moins 32 morts.

### Avril
- 3 avril : Parade dorée des Pharaons au Caire en Égypte.
- 4 avril : incendie au marché Dantopka au Bénin.
- 5 avril : évasion de la prison d'Owerri au Nigeria.
- 9 avril : élection présidentielle à Djibouti, Ismaïl Omar Guelleh est réélu.
- 11 avril :
  - élection présidentielle au Bénin, Patrice Talon est réélu ;
  - élection présidentielle au Tchad, Idriss Déby est réélu dans des conditions contestées.
- 13 avril : à Niamey, au Niger, une vingtaine d’enfants sont tués dans l’incendie de salles de classe en paille d’une école, d'autres sont blessés[7].
- 18 avril :
  - élections législatives au Cap-Vert ;
  - incendie de la montagne de la Table au Cap en Afrique du Sud.
- 20 avril : le président du Tchad depuis 1990, Idriss Déby, est tué sur le front dans le nord du pays par les rebelles du FACT.

### Mai
- 3 mai : attaque de Kodyel au Burkina Faso.
- 9 mai : au Burundi, douze personnes dont un officier supérieur de l'armée ont été tuées, dans une embuscade dans le centre du pays. Leurs véhicules sont tombés dans une embuscade[8].
- 22 mai : le volcan Nyiragongo, près de Goma, dans l’est de la République démocratique du Congo, entre en éruption.
- 25 mai : au Mali, le colonel Assimi Goïta démet le président de transition Bah N'Daw et le premier ministre de transition Moctar Ouane de leurs fonctions[9].
- 31 mai : élections législatives au Somaliland.

### Juin
- 5 juin : au Burkina Faso, le massacre de Solhan fait 160 morts.
- 7 juin : Assimi Goïta prête serment en tant que président du Mali.
- 12 juin : élections législatives en Algérie.
- 21 juin : élections législatives, élections régionales et élections municipales en Éthiopie.
- 23 juin : l'ancien président de Mauritanie, Mohamed Ould Abdel Aziz, déjà sous contrôle judiciaire et en résidence surveillée depuis mai 2021 dans le cadre d'une enquête pour des faits présumés de corruption, blanchiment d’argent, enrichissement illicite et dilapidation de biens publics commis pendant les années où il dirigeait le pays, est arrêté car il refusait de continuer d'obéir aux injonctions de se présenter à la police trois fois par semaine[10].
- 25 juin : une partie de Madagascar est déclarée en famine.
- 29 juin: l'ancien président d'Afrique du Sud Jacob Zuma est condamné par la Cour constitutionnelle d'Afrique du Sud à 15 mois de prison ferme, pour outrage à la justice, car Zuma avait refusé de se présenter en mai 2021 devant une commission anticorruption qui enquête sur des accusations de détournement de fonds publics sous sa présidence entre 2009 et 2018[11].

### Juillet
- À partir du 8 juillet : dans un contexte où la crise sanitaire et des tensions économiques ont fait monter des tensions au sein de la population sud-africaine, l'incarcération de l'ex-président d'Afrique du Sud Jacob Zuma - condamné le mois précédent à 15 mois de prison pour outrage à la justice - provoque plusieurs jours d'émeutes et de pillage de supermarchés dans les principales villes du pays, l'Armée est déployée à Johannesbourg et dans la province du KwaZulu-Natal - où se trouve la ville de Pietermaritzburg qui est l'une des plus touchées - le 12 juillet, date à laquelle 219 personnes sont arrêtées[12],[13].
- 18 juillet : élection présidentielle à  Sao Tomé-et-Principe.
- 25 juillet : en Tunisie, le président Kaïs Saïed révoque le chef du gouvernement Hichem Mechichi et suspend les activités du parlement[14].

### Août
- feux de forêt meurtriers en Algérie.
- 8 août : massacres de Karou, Ouattagouna, Daoutegeft et Dirga au Mali.
- 12 août : élections législatives et élection présidentielle en Zambie.
- 18 au 20 août : massacres de Gida Ayana dans la région d'Oromia, en Éthiopie : plus de 210 morts.
- 19 août : combat de Nokara au Mali.
- 24 août : l'Algérie rompt ses relations diplomatiques avec le Maroc[15].

### Septembre
- 5 septembre :
  - coup d'État militaire en Guinée.
  - élection présidentielle à  Sao Tomé-et-Principe (2e tour).
- 8 septembre : élections législatives et élections régionales au Maroc.
- 16 septembre : des « terroristes » lourdement armés tendent une embuscade à un convoi des forces d'intervention rapide d'élite à Bamessing, dans la région du Nord-Ouest du Cameroun, tuant 15 soldats[16].
- 21 septembre : échec d'une tentative de coup d'État au Soudan des partisans de l'ancien chef de l'État Omar el-Bechir, actuellement en prison.
- 29 septembre : Najla Bouden est nommée chef du gouvernement tunisien.
- 30 septembre : référendum sur la création d'une région du Sud-Ouest en Éthiopie.

### Octobre
- 5 octobre : élections à la chambre des conseillers au Maroc.
- 17 octobre : élection présidentielle au Cap-Vert,  José Maria Neves est élu.
- 24 octobre : coup d'État au Soudan.
- élections législatives en Somalie.

### Novembre
- 2 novembre : attaque d'Adabda au Niger.
- 5 novembre : explosion d'un camion-citerne à Freetown au Sierra Leone.
- 8 novembre : à Maradi, au Niger, au moins vingt-six enfants de cinq et six ans d'une école meurent, treize sont blessés, dont quatre gravement, dans l'incendie de leurs salles de classe en paille et en bois[17].
- 14 novembre : attaque d'Inata au Burkina Faso.
- 15 novembre : Début de la Saison cyclonique 2021-2022 dans l'océan Indien sud-ouest.

### Décembre
- 1er décembre : catastrophe de la rivière Bagwai au Nigeria.
- 3 décembre : au Mali, au moins 30 personnes ont été tuées dans l'attaque par des jihadistes présumés d'un véhicule de transport près de Bandiagara dans la région de Mopti, dans le centre du pays[18].
- 4 décembre : élection présidentielle en Gambie, Adama Barrow est réélu.
- 20 décembre : naufrage au large de Madagascar.

#### Articles sur l'année 2021 en Afrique
- Pandémie de Covid-19 en Afrique

#### L'année sportive 2021 en Afrique
- Championnat d'Afrique des nations de football 2020 (reporté en 2021)
- Championnats d'Afrique d'athlétisme 2021
- Championnat d'Afrique de basket-ball 2021
- Coupe de la confédération 2020-2021.
- Coupe d'Afrique des nations des moins de 20 ans 2021.
- Ligue des champions de la CAF 2020-2021.

#### L'année 2021 dans le reste du monde
- L'année 2021 dans le monde
- 2021 par pays en Amérique, 2021 au Canada, 2021 aux États-Unis
- 2021 en Europe, 2021 dans l'Union européenne, 2021 en Belgique, 2021 en France, 2021 en Suisse
- 2021 par pays en Asie • 2021 en Océanie
- 2021 aux Nations unies
- Décès en 2021